# 2016 par pays en Asie
Les évènements de l'année 2016 en Asie.
2014 par pays en Asie - 2015 par pays en Asie - 2016 par pays en Asie - 2017 par pays en Asie - 2018 par pays en Asie

## Continent asiatique

### Arabie saoudite
- 3 janvier : l'Arabie saoudite rompt ses relations diplomatiques avec l'Iran.
- 4 juillet : attentats-suicides à Médine, Djeddah et Qatif.

### Bangladesh
- 1er juillet : fusillade à Dacca.

### Birmanie
- 15 mars : Htin Kyaw est élu président de la Birmanie par le parlement, il entre en fonction le 30 mars.
- 24 août : un séisme de magnitude 6,8 dans le centre du pays fait au moins trois morts[1].

### Corées
- 6 janvier : quatrième essai nucléaire en Corée du Nord.
- 13 avril : élections législatives en Corée du Sud.
- 6 mai : ouverture du septième congrès du Parti du travail de Corée.
- 9 septembre : cinquième essai nucléaire en Corée du Nord.
- 8 décembre : le parlement sud-coréen vote la destitution de la présidente Park Geun-hye.

### Inde
- 9 novembre : démonétisation des billets de 500 et 1 000 roupies.
- 20 novembre : accident ferroviaire de Pukhrayan dans l'Uttar Pradesh.

### Indonésie
- 14 janvier : un attentat à Jakarta fait au moins deux morts.
- 2 mars : séisme à Sumatra.
- 7 décembre : séisme de magnitude 6,5 dans la province d'Aceh[2].

### Jordanie
- 20 septembre : élections législatives.

### Kazakhstan
- 20 mars : élections législatives.
- Juin : attaques d'Aktioubé.

### Kirghizistan
- 11 décembre : référendum constitutionnel.

### Koweït
- 26 novembre : élections législatives.

### Laos
- 20 mars : élections législatives.
- 20 avril : Boungnang Vorachit est élu président ; Thongloun Sisoulith nommé Premier ministre.
- Du 7 au 8 septembre : le 28e Sommet de l'ASEAN se tient à Vientiane.

### Liban
- 27 juin : série d’attentats dans un village chrétien de la plaine de la Bekaa[3].
- 31 octobre : Michel Aoun est élu au 46e tour de l'élection présidentielle.

### Mongolie
- 29 juin : élections législatives.

### Népal
- 24 février : l'accident du vol 193 Tara Air fait 23 morts.

### Ouzbékistan
- 2 septembre : mort du président Islom Karimov ; Nigmatilla Yoldoshev puis Shavkat Mirziyoyev assurent l'intérim.
- 4 décembre : élection présidentielle, Shavkat Mirziyoyev est élu.

### Tadjikistan
- 22 mai : référendum constitutionnel (en).

### Taïwan
- 16 janvier : élections législatives et élection présidentielle, Tsai Ing-wen est élue.
- 6 février : dans le sud du pays, un séisme de magnitude 6,4 fait au moins 14 morts[4].

### Viêt Nam
- 2 avril : Trần Đại Quang devient président de l'État.
- 8 avril : Nguyễn Xuân Phúc devient premier ministre.
- 22 mai : élections législatives.